# Página 1 (programa de rádio)
Página 1 foi um programa de Rádio Renascença. O tema do genérico foi lançado em single pelo Pop Five Music Incorporated.

## Programa
O programa "Página Um" começou no dia 2 de Janeiro de 1968, na Onda Média da Rádio Renascença, entre as 19H30 e as 20H30. Os primeiros apresentadores foram Jorge Schnitzer e Maria Helena Fialho Gouveia.
Depois foi realizado e apresentado por José Manuel Nunes, Luís Paixão Martins ou Artur Albarran mais tarde. Na reportagem, que era um dos pontos fortes do programa, colaboraram nomes como Adelino Gomes ou José Duarte. Apresentado também por Fernando de Sousa.
O programa destacou-se também na divulgação musical da música da época.
O programa foi suspenso após comentários aos acontecimentos dos Jogos Olímpicos de Munique de 1972. Mais tarde é retomado e ainda existia em 1975.